# Gregori Estarellas Mas
Gregori Estarellas Mas (1957, Palma, Mallorca) és un polític socialista mallorquí del PSIB, mestre d'escola i batle de Llucmajor entre 2018 i 2019.
Estarellas estudià magisteri, especialitzat en filologia francesa, i es llicencià en psicologia clínica per la Universitat de Barcelona. Des de 1978 ha exercit de mestre d'escola, primer al col·legi Sant Josep Obrer de Palma i des de 1985 a l'escola pública de s'Algar de s'Arenal de Llucmajor, de la qual n'ha sigut el director vint-i-vuit anys.
Estarellas fou regidor de l'oposició durant setze anys de l'Ajuntament de Llucmajor, quan eren alcaldes els conservadors Gaspar Oliver i Lluc Tomàs. Entre 2007 i 2011 fou tinent d'alcalde i regidor d'Urbanisme a l'ajuntament de Valldemossa. El 2015 es presentà novament a la candidatura del PSIB a les eleccions municipals per a l'Ajuntament de Llucmajor. La seva candidatura aconseguí 2727 vots, el 20,27 % dels vots vàlids, essent el segon partit més votat després del PP, que aconseguí el 3942 de vots (29,3 %). En virtut al pacte de govern subscrit a 2015 entre la seva formació (5 regidors), MÉS per Llucmajor (4) i El PI (2), segons el qual es dividiren la batlia del municipi amb Jaume Tomàs (MÉS) i Bernadí Vives (El PI), accedí a la batlia el febrer de 2018. En 2019 millora els resultats electorals, aconseguint 2.838 (21,19%), sent la primera vegada que el PSOE és la força més votada de Llucmajor. No obstant això, malgrat l'èxit, no aconsegueix sumar suports per ser investit batle.